# Денис Осадченко
Денис Осадченко (нім. Denis Osadchenko; нар. 11 травня 1990, Сімферополь, УРСР) — німецький та український футболіст, захисник.

## Кар'єра гравця
Футболом розпочав займатися у «Вілмерсдорфі», у 2001 році перейшов до «Герти 03» (Зелендорф). На початку 2006 року приєднався до юнацької команди «Теніс Боруссія». Влітку 2008 року прийшов у ФК «Карл Цейс», де спочатку грав у молодіжній команді. Під час зимової перерви сезону 2008/09 почав залучатися до тренувань з першою командою, а 14 січня 2009 року приєднався до головної команди клубу. Дебютував у Третій лізі Німеччини 25 жовтня 2009 року в 14-у турі проти «Унтергахінга». У червні 2011 року переїхав до «Берлінер 07» разом зі своїм одноклубником Ронні Нікол. У тому сезоні «Берлінер» посів 7-е місце в Регіоналлізі, а також виграв кубок Берлінера. По закінченні сезону в Осадченка завершився терміну дії контракту, після чого деякі клуби третього дивізіону намагалися домовитися з Дмитром по перехід. Тим не менше, Осадченко продовжив ще сім років на АК 07 у Берліні і хотів би продовжити успішний шлях. Проте, в підсумку підписав новий 2-річний контракт з «Берлінером». З 2014 по 2016 рік грав за «Пройсен-1894» та «Блау-Вайс 1890».

## Особисте життя
Народився в Сімферополь, проте виріс у німецькому Берліні. Його батьки, а також дідусі й бабусі також проживають у Берліні.